# For(N)ever
FOR(N)EVER è il quarto album degli Hoobastank, pubblicato il 27 gennaio 2009.

## Tracce
1. My Turn – 3:09
2. I Don't Think I Love You – 3:39
3. So Close, So Far – 3:14
4. All About You – 2:55
5. The Letter (feat. Vanessa Amorosi (Solo nella versione Australiana ed Europea)) – 3:54
6. Tears of Yesterday – 3:56
7. Sick of Hanging On – 3:13
8. You're the One – 3:55
9. Who the Hell Am I? – 3:59
10. You Need to Be Here – 3:01
11. Gone Gone Gone – 3:36

### Japanese Bonus Tracks
1. Replace You – 4:20
2. Stay with Me – 4:07